# Jerónimo Pedro Mathet Rodríguez
Jerónimo Pedro Mathet Rodríguez (Madrid, 7 de abril de 1878-Madrid, 28 de noviembre de 1936) fue un arquitecto español.

## Biografía

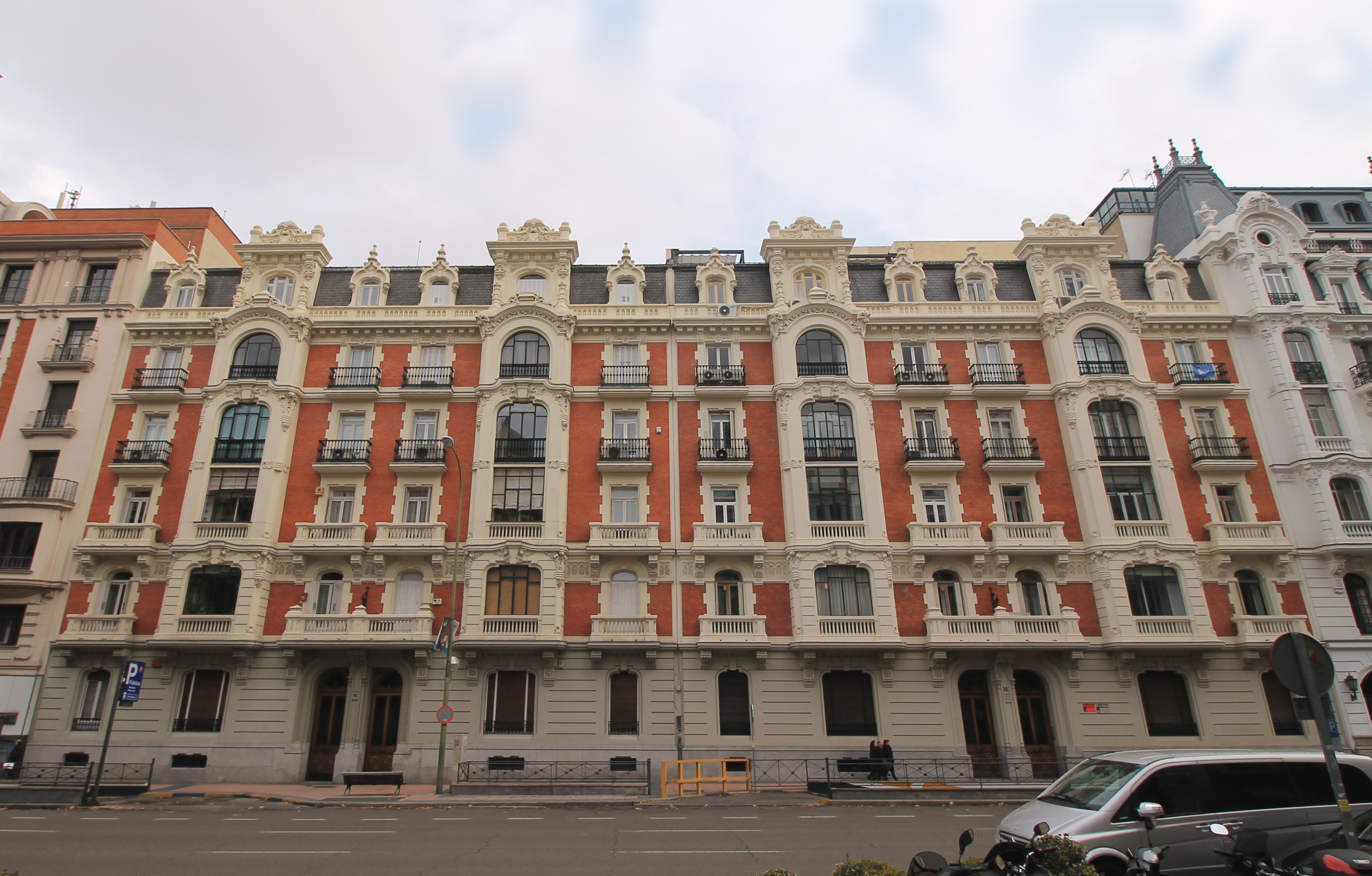
Edificio de viviendas en la calle de Velázquez (Madrid)

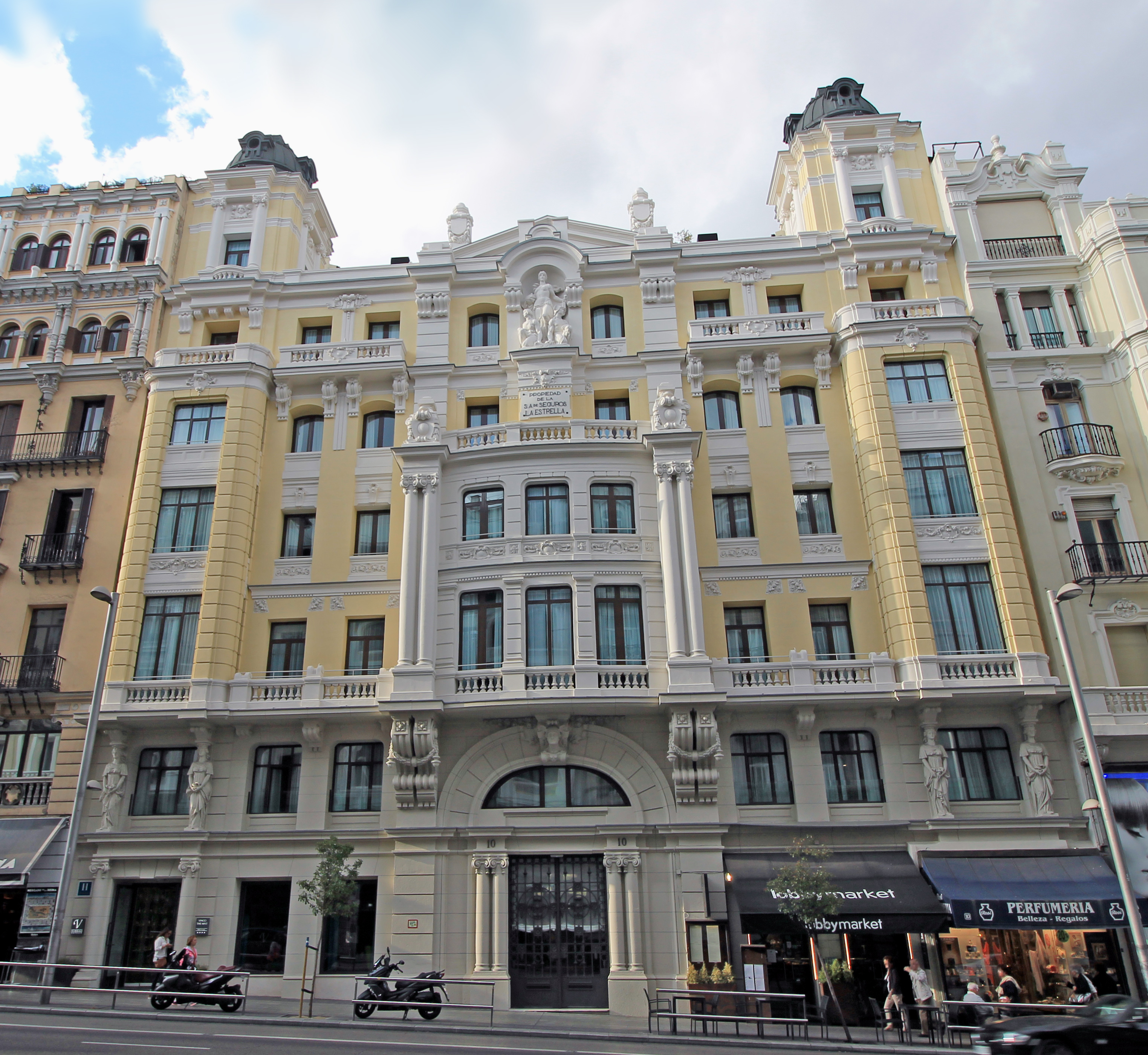
Edificio de Seguros La Estrella (Gran Vía nº10, Madrid)

Mathet, que se dedicó a la arquitectura, nació en Madrid el 7 de abril de 1878.
Formó equipo permanente con su padre Miguel Mathet y Coloma y cabe destacar dos edificios en la calle Mayor de Madrid (números 16 y 18). A ambos se les encargó la remodelación del Madrid de los Austrias y el ensanche de las calles afectadas. Una de las obras más conocidas en Madrid fue la que hizo en el número 10 de la Gran Vía, que es el denominado Edificio de Seguros la Estrella. 
En el plano urbanístico, hizo diversas propuestas de reforma urbana que no lograron el éxito suficiente como para ser aprobadas por el Ayuntamiento. Una de ellas presentada junto con Joaquín Pla en 1912 a pesar de haber sido premiada en la Exposición de Bellas Artes no logra éxito.
Falleció el 28 de noviembre de 1936 en su ciudad natal, tenía 58 años.